# يوسف رابح
يوسف رابح لاعب كرة قدم مغربي يشغل مركز مدافع أوسط، من مواليد الرباط في 13 أبريل 1985 يلعب مع نادي الوداد الرياضي منذ يناير 2011 ، بدأ مشواره مع الفتح الرباطي من 2003 حتى 2005 ليغادر بعدها للاحتراف بالسعودية مع نادي الأهلي السعودي حيث لعب له موسم 2005-2006 ، ثم عاد للمغرب ولعب مع نادي الجيش الملكي موسم 2006-2007 ويرجع مرة أخرى للاحتراف لكن هذه المرة في بلغاريا مع نادي ليفسكي صوفيا الذي لعب له من 2007 حتى 2010 شارك معه في 57 مقابلة، ليلعب نصف موسم 2010-2011 مع نادي المغرب التطواني شارك في 19 مقابلة وسجل 1 هدف لينتقل في يناير 2011 إلى الوداد الرياضي إلى أن فسخ عقده مع الوداد سنة 2018. حمل قميص المنتخب المغربي للشبان في 7 مباريات واحتل معه المركز الرابع في كأس العالم للشباب سنة 2005. كما لعب 2 مبارتين دوليتين مع المنتخب المغربي للكبار حيث خاض أول مقابلة دولية ضد موريطانيا (4-1) في 11 أكتوبر 2008 ضمن تصفيات مونديال 2010.

## أرقام
- لعب 16 مباراة في دوري أبطال إفريقيا 2011 مع الوداد الرياضي
- لعب 11 مباراة في موسمه الأول مع الوداد في الدوري المغربي
- لعب 24 مباراة في موسمه الثاني مع الوداد في الدوري المغربي

## الألقاب
- البطولة المغربية (2) :
  - 2015 و 2017 رفقة نادي الوداد الرياضي

- دوري أبطال إفريقيا (1)
  - 2017 رفقة الوداد الرياضي

## روابط خارجية
- يوسف رابح على موقع الاتحاد الدولي (مؤرشف)  (الإنجليزية)
- يوسف رابح على موقع قاعدة بيانات كرة القدم.إي يو (الإنجليزية)
- يوسف رابح على موقع ناشيونال فوتبول تيمز (الإنجليزية)
- يوسف رابح على موقع Soccerway.com (الإنجليزية)
- يوسف رابح على موقع عالم كرة القدم.نت (الإنجليزية)